# Умершие в декабре 1998 года
Это список известных людей, соответствующих установленным критериям значимости (см. Википедия:Критерии значимости персоналий), умерших в декабре 1998 года.
Причина смерти указывается лишь в исключительных случаях (убийство, самоубийство, гибель в результате военных действий, смертная казнь, ДТП или несчастные случаи). В остальных случаях — не указывается.
- 2 декабря — Александр Игнатьев (86) — советский российский скульптор.
- 2 декабря — Александр Рочегов (81) — российский архитектор, в 1992—1998 годах Президент Российской академии архитектуры и строительных наук, Народный архитектор СССР, Заслуженный архитектор Российской Федерации[1].[2]
- 2 декабря — Микио Ода (93) — атлет, первый японский золотой медалист Олимпийских игр (1928).
- 2 декабря — Пётр Поздеев (74) — Герой Советского Союза.
- 3 декабря — Дмитрий Лебедев (82) — Герой Советского Союза.
- 4 декабря — Юрий Венгеровский (60) — советский волейболист, игрок сборной СССР (1958—1966). Олимпийский чемпион
- 5 декабря — Борис Богомолов (81) — советский государственный и партийный деятель, начальник Управления КГБ по Псковской области (1962-1967), генерал-майор.
- 5 декабря — Владимир Зварич — украинский и советский ученый-нумизмат и археолог.
- 5 декабря — Борис Кабишев (76) — Герой Советского Союза.
- 5 декабря — Георгий Кринчик (71) — советский и российский физик.
- 5 декабря — Джон Лайонс (61) — австралийский учёный и преподаватель в области компьютерных наук.
- 6 декабря — Сезар Бальдаччини (77) — французский скульптор, в честь которого названа кинопремия «Сезар».
- 6 декабря — Семён Соколов (76) — Герой Советского Союза.
- 7 декабря — Алла Шелест (79) — выдающаяся советская балерина.
- 7 декабря — Самарий Гурарий (82) — фотограф, корреспондент газет «Известия» , «Труд»; снимал парад на Красной площади 7 ноября 1941, Ялтинскую и Потсдамскую конференции, Парад Победы в Москве и др.
- 7 декабря — Мартин Родбелл (73) — американский биохимик и молекулярный эндокринилог, лауреат Нобелевской премии по физиологии и медицине (1994).
- 7 декабря — Майкл Крейз (56) — британский актёр, сыгравший Бена Джексона в сериале "Доктор Кто".
- 10 декабря — Николай Комлев (73) — российский филолог и переводчик.
- 10 декабря — Берта Сингерман (97) — аргентинская театральная актриса, чтица.
- 11 декабря — Иван Баскаков (77) — Полный кавалер ордена Славы
- 11 декабря — Линн Стрейт (30) — вокалист и автор текстов группы Snot; автокатастрофа.
- 11 декабря — Дмитрий Стрелец — Герой Советского Союза.
- 12 декабря — Вадим Гуляев (57) — советский ватерполист, играл на позиции вратаря. Олимпийский чемпион.
- 12 декабря — Арсен Тер-Оганов (74) — Герой Советского Союза.
- 13 декабря — Александр Салик (62) — советский украинский военный дирижёр, полковник.
- 13 декабря — Пётр Стародумов (75) — Полный кавалер Ордена Славы.
- 14 декабря — Тимофей Левчук (86) — советский украинский кинорежиссёр. Народный артист СССР.
- 15 декабря — Василий Карякин (80) — Герой Советского Союза.
- 15 декабря — Василий Манылов (81) — Герой Социалистического Труда.
- 15 декабря — Владимир Трещалов (61) — советский актёр театра и кино («Я купил папу», «Неуловимые мстители», «Полынь — трава горькая», «Криминальный квартет» и др. фильмы).
- 16 декабря — Пётр Харьковский (75) — Герой Советского Союза.
- 17 декабря — Григорий Гончарь (82) — Герой Советского Союза.
- 17 декабря — Константин Кабак (74) — украинский советский гистолог и эмбриолог.
- 17 декабря — Дмитрий Ковешников (80) — Герой Советского Союза.
- 17 декабря — Анатолий Малин (82) — Герой Советского Союза.
- 17 декабря — Антонина Худякова (81) — заместитель командира эскадрильи 46-го гвардейского ночного бомбардировочного авиационного полка 325-й ночной бомбардировочной авиационной дивизии, старший лейтенант (гвардии), Герой Советского Союза.
- 18 декабря — Георгий Гуревич (81) — русский советский писатель-фантаст, критик и исследователь фантастики, популяризатор науки.
- 18 декабря — Лев Дёмин (72) — русский космонавт.
- 20 декабря — Алан Ходжкин (84) — британский нейрофизиолог и биофизик, лауреат Нобелевской премии по физиологии и медицине (1963).
- 22 декабря — Владимир Лихотворик (92) — полковник Советской Армии, участник Великой Отечественной войны, Герой Советского Союза.
- 23 декабря — Анатолий Рыбаков (87) — русский советский писатель, романист, автор романов «Кортик», «Бронзовая птица», «Водители», «Тяжёлый песок», а также романа-трилогии «Дети Арбата».
- 24 декабря — Анатолий Мовчан — российский, советский правовед.
- 25 декабря — Владимир Капустян (63) — советский и украинский кинодраматург.
- 25 декабря — Джон Палмен (75) — английский профессиональный снукерист.
- 26 декабря — Хёрд Хэтфилд (81) — американский актёр, известный по роли Дориана Грея в фильме 1945 года.
- 27 декабря — Наум Кислик (73) — советский и белорусский писатель, прозаик, поэт, переводчик, журналист, участник Великой Отечественной войны.
- 27 декабря — Дмитрий Чернов (97) — Герой Советского Союза.
- 31 декабря — Николай Молоков (73) — Полный кавалер ордена Славы